# Jean-Michel Lesage
Pour les articles homonymes, voir Lesage et Le Sage.
Jean-Michel Lesage, né le 1er mai 1977 à Bourg-la-Reine, est un footballeur français aujourd'hui entraineur des attaquants au Havre Athletic Club.

## Carrière
Jean-Michel Lesage commence sa carrière en D1 en 1999 (premier match contre le PSG au Parc des Princes lors d'une défaite 3-0) et signe son premier contrat professionnel dans la foulée. Il passe la majorité de sa carrière en D2 à la suite de la descente de son club en 2000 (Le HAC ne rejouera en Ligue 1 que lors de deux brèves saisons 2002-2003 et 2008-2009 et son passage à Auxerre fut des plus brefs...). Il inscrit son premier but en D1 (et son deuxième) face au PSG à Deschaseaux le 30 octobre 1999, lors d'une victoire 3 à 1 du club normand.
Lors de la saison 2005-2006, il termine la saison en position de co-meilleur buteur du championnat de France de Ligue 2 avec le club du Havre AC. Ailier gauche pendant une grande partie de sa carrière, son repositionnement au poste d'attaquant lui a alors valu une considération qu'il n'avait jusqu'alors jamais connue. En pleine force de l'âge, il était devenu la pièce maîtresse du Havre AC. En atteste la cérémonie des Oscars du football 2006 où il est reconnu par ses pairs comme étant un des meilleurs joueurs du championnat de France de Ligue 2.
Lors de la saison 2006-2007, il effectue encore une excellente saison. Il remporte le Trophée du joueur du mois UNFP de Ligue 2 en février 2007 après 4 nominations (en août, septembre, octobre et novembre) et surtout, remporte une seconde fois consécutive le titre honorifique de meilleur buteur de Ligue 2.
En juin 2007, il décide alors de jouer en Ligue 1 et signe un contrat de 3 ans avec le club de l'AJ Auxerre. Néanmoins, barré par Kevin Lejeune sur le front de l'attaque auxerroise, il décide de retourner au Havre dès janvier 2008. Il n'aura disputé que onze matchs de championnat sous les couleurs bourguignonnes. Dès son retour au Havre Athletic Club, il retrouve une place de titulaire en marquant notamment un but très important lors de la rencontre "choc" et victorieuse face à Nantes à La Beaujoire. Il participe ainsi à la montée du club en Ligue 1.
Il réalise un excellent début de saison 2008-2009 (de loin le meilleur joueur havrais aux notes de L'Équipe) puis se fait plus discret en seconde partie (total de 5 buts en 31 matchs). Le club retrouve à nouveau la Ligue 2.
Il perd la saison suivante (2009-2010) la confiance du nouvel entraineur Cédric Daury qui ne lui donne que très rarement une place de titulaire, préférant le faire entrer en jeu pour les fins de rencontres. Annoncé sur la liste des potentiels départs au mercato 2009-2010, il reste finalement dans le club de son cœur. Les supporters continuent de lui vouer un respect sans faille en scandant son nom dès lors que son entrée en jeu se précise. Toutefois, le président Jean-Pierre Louvel annonce que le joueur quittera le club pour la prochaine saison (pour un dernier challenge) mais que la porte lui reste ouverte pour une reconversion (qui s'avérera plus tard caduque après le changement de direction du club, Jean-Michel offrant ses services d'entraîneur au club normand en vain).
Après avoir été approché par le RC Strasbourg, il signe finalement en septembre 2010 un contrat de 2 ans (qu'il prolongera) avec un autre club évoluant en National, l'US Créteil, qui n'est autre que le club de ses débuts. Rapidement, le brassard de capitaine lui est confié. C'est au terme d'une 3e saison (agrémentée de 8 buts) que le club cristolien remporte le championnat et accède à la Ligue 2. Jean-Michel ne manque pas son retour à ce niveau en marquant un splendide coup franc pour son premier match lors de la saison 2013/2014. Il signe son retour en L2 avec 8 nouveaux buts et 11 passes décisives et effectuera encore 2 saisons dans cette Ligue 2 qui lui est si chère. Une ultime saison à Poissy en National 2 marquera sa fin de carrière de joueur et le verra se reconvertir en entraîneur au sein de ce même club (2019).
Pour les 140 ans du HAC célébrés en 2012 face aux anciens du Real Madrid, Jean-Michel a l'occasion de découvrir le stade Océane et de marquer un 82e but non officiel sous la tunique ciel et marine. 
À partir de la saison 2022-2023, il est entraineur des attaquants au Havre Athletic Club.

## Palmarès
- Champion de France de Ligue 2 en 2008 avec Le Havre.
- Championnat de France de football National en 2013 avec Créteil.
- Meilleur buteur de Ligue 2 en 2005-2006 avec 16 buts (ex aequo avec Steve Savidan) et en 2006-2007 avec 18 buts (ex æquo avec Kandia Traoré).
- Joueur du mois UNFP de Ligue 2 en février 2007.

## Statistiques
- 104 matchs et 11 buts en Ligue 1
- 312 matchs et 82 buts en Ligue 2
- 104 matchs et 32 buts en National
- 55 matchs et 17 buts en coupes nationales
- TOTAL: 575 matchs et 142 buts (hors CFA)
- Meilleur buteur de l'histoire moderne du Havre AC (depuis la remontée de 1979) avec 76 buts en championnat (+ 4 en Coupe de France + 1 en Coupe de la Ligue)
- Meilleur buteur de l'histoire de l'US Créteil avec 49 buts en Championnat et 9 ou 12 en coupe suivant les sources (historique "Coupe" incomplet sur la période 95-98)